# Vụ lộ đề môn Sinh học trong kỳ thi tốt nghiệp trung học phổ thông 2021
Vụ lộ đề môn Sinh học trong kỳ thi tốt nghiệp Trung học phổ thông 2021 (gọi ngắn gọn: Vụ lộ đề thi Sinh) là vụ lộ đề mà nội dung đề thi môn Sinh học (trong tổ hợp thi Khoa học tự nhiên) giống hơn 90% đề ôn tập của một thầy giáo ở tỉnh Hà Tĩnh trong đợt 1 của kỳ thi tốt nghiệp Trung học phổ thông (THPT) quốc gia năm 2021 do Bộ Giáo dục và Đào tạo Việt Nam (Bộ GD&ĐT) tổ chức.

## Diễn biến vụ việc

### Khởi nguồn
Sau khi kỳ thi tốt nghiệp Trung học phổ thông 2021 đợt 1 kết thúc, trên mạng xã hội lan truyền thông tin về việc một thầy giáo ở Hà Tĩnh giải đề ôn thi môn sinh "trùng tới 80% với đề môn sinh chính thức của kỳ thi tốt nghiệp THPT quốc gia năm 2021".
Người đầu tiên lên tiếng trong vụ việc này là thầy giáo Đinh Đức Hiền (hệ thống giáo dục Học Mãi). Ông nhận được thông tin từ nhiều thầy, cô đến từ nhiều địa phương trong cả nước về một buổi học của một lớp học online của thầy Phan Khắc Nghệ (Phó hiệu trưởng Trường THPT Chuyên Hà Tĩnh) trong đó giáo viên ôn tập đã cô đọng lại các nội dung kiến thức và các câu hỏi có độ tương đồng đến khoảng 80% so với đề thi chính thức thi sau đó 1 ngày. Ông được học sinh trong “Lớp VIP” đó gửi đề và video clip buổi ôn tập đó (bao gồm một video củng cố lý thuyết trọng tâm phát ngày 5 tháng 7 năm 2021 và một video chữa đề số 40 trong khóa luyện thi VIP ngày 7 tháng 7 năm 2021). Ông Hiền đã tiến hành so sánh, đối chiếu giữa đề ôn tập và đề thi chính thức về nội dung, câu từ, hình vẽ và nhận thấy sự tương đồng ở mức độ cao đến 80%.
Đáp lại nghi ngờ này của ông Hiền, ông Phan Khắc Nghệ cho biết, với nhiều năm kinh nghiệm nghiên cứu, giảng dạy và ra đề thi, ông luôn bám sát hướng dẫn trong chương trình giảng dạy hàng năm và đề tham khảo của Bộ Giáo dục và Đào tạo Việt Nam. Nhờ vậy, ông giới hạn lại kiến thức để học sinh đạt điểm dưới 7 và sau đó mới mở rộng, nâng cao những câu hỏi phân loại để học sinh đạt điểm 10. Những buổi ôn tập cuối cùng ông Nghệ cố gắng cô đọng và ôn đúng trọng tâm nhất để cố gắng trúng nội dung đề thi càng nhiều càng tốt. Ông có tổ chức nhiều khóa học online chống liệt môn Sinh học. Về cáo buộc buổi dạy tổng ôn môn sinh cho các học sinh theo hình thức online trước ngày diễn ra kỳ thi của ông có 80% nội dung trùng với đề thi chính thức môn sinh học của Bộ Giáo dục và Đào tạo, ông phủ nhận về sự trùng lặp này, và cho rằng một số câu trúng y nguyên đề thi nhưng đây là những câu được ghi rõ trong sách giáo khoa và ở mức nhận biết kiến thức, còn một số câu có nội dung gần giống như nội dung kiến thức đề thi cũng là do thầy phát triển từ kiến thức trong sách giáo khoa.
Sau khi phát hiện và theo đuổi sự việc, ông Đinh Đức Hiền bị tấn công bằng lời lẽ xúc phạm cá nhân và cả gia đình.

### Phản hồi của Bộ Giáo dục và Đào tạo Việt Nam
Ông Đinh Đức Hiền có gửi tâm thư lên bộ GD&ĐT. Dù thời điểm đó Bộ GD-ĐT có thông tin "đã cho xác minh, làm rõ" nhưng sự việc rơi vào im lặng từ sau kỳ thi tốt nghiệp THPT năm 2021 đến tháng 12 năm 2021. Trong khi kỳ thi vẫn được Bộ GD-ĐT đánh giá "thành công", "an toàn"...
Ngày 4 tháng 8, Bộ GD&ĐT đã ra Quyết định số 171/QĐ-BGDĐT về việc thành lập tổ công tác liên ngành gồm: Bộ GD&ĐT (lãnh đạo các cục, vụ, thanh tra, các chuyên viên), Bộ Công an (A03, A05) và các chuyên gia, giáo viên đang trực tiếp dạy môn sinh học đã làm việc với Hội đồng ra đề thi tốt nghiệp THPT năm 2021, nhằm xác minh thông tin phản ánh về đề thi môn sinh học kỳ thi tốt nghiệp THPT năm 2021. Tổ công tác làm việc trong 6 ngày, từ ngày 4 đến ngày 9 tháng 8 năm 2022. Sau quá trình làm việc, tổ đã có biên bản chi tiết về sự việc.
Đánh giá số câu hỏi trùng và khác nhau giữa đề thô được chọn, đề duyệt chốt với nội dung ôn tập của ông Nghệ cho thấy các câu hỏi trong 4 mã đề thô được chọn với các câu hỏi xuất hiện trong các nội dung ôn tập của ông Nghệ có sự trùng lặp rất lớn. Cụ thể, trong tổng số 40 câu của từng mã đề thô được chọn có 39 câu trùng (chiếm tỷ lệ 97,5%) với các câu trong nội dung ôn tập của ông Nghệ; trong số 39 câu trùng nói trên thì có 37 câu trùng ở cả 4 mã đề (chiếm 94,87%); riêng câu 81 chỉ trùng với mã đề 210; câu 105 trùng hoàn toàn với mã đề 210 và 212, trùng một phần với 2 mã đề 211 và 213.
Đặc biệt, có một câu về diễn thế sinh thái (câu số 106 đề thô được chọn) có cả 4 mã đề là câu ra ngoài chương trình với dạng đồ thị chưa từng có trong sách giáo khoa. Tuy vậy, câu hỏi này cũng được xuất hiện trong video của ông Nghệ.
Đánh giá câu hỏi trong 4 mã đề duyệt chốt với các câu hỏi xuất hiện trong các nội dung ôn tập của ông Nghệ cho thấy có sự trùng lặp rất lớn. Cụ thể, tổng số 40 câu của từng mã đề duyệt chốt có 37 câu trùng, chiếm 92,5% với các câu trong nội dung ôn tập của ông Nghệ.

Ở khía cạnh khác, đánh giá câu hỏi trong 4 mã đề bị loại (203, 205, 215, 216) được tổ chuyên môn lựa chọn ngẫu nhiên từ 12 mã đề bị loại với các câu hỏi xuất hiện trong các nội dung ôn tập của ông Nghệ cho thấy có sự trùng lặp rất thấp, phần lớn là khác biệt.— Tóm lược biên bản chi tiết về sự việc của tổ công tác

Kết luận, nội dung ôn thi và đề thi trùng 92,5%.
Tháng 11 năm 2021, ông Đinh Đức Hiền  gửi email cho Bộ trưởng Nguyễn Kim Sơn cùng một số đại biểu Quốc hội đề nghị chất vấn nội dung này tại Kỳ họp thứ 2, Quốc hội khóa XV. Phía Bộ Giáo dục và Đào tạo trả lời “chưa đủ căn cứ xác minh dấu hiệu vi phạm pháp luật”.
Ông Phan Khắc Nghệ khẳng định không liên quan đến sự việc trên. Ông thuật lại "[...]. Vào tháng 3/2022, Bộ Công an có mời tôi ra để giải trình về nguồn gốc câu hỏi ôn tập mình soạn hay lấy ở đâu. Từ đó đến nay thì không thấy ai liên hệ làm việc với tôi nữa". Về mối quan hệ với bà Phạm Thị My và ông Bùi Văn Sâm, Ông Nghệ khẳng định không biết hai người này nằm trong tổ ra đề thi.

### Bộ Công An khởi tố vụ án
Ngày 10 tháng 6 năm 2022, Cơ quan An ninh điều tra, Bộ Công an Việt Nam ra quyết định khởi tố vụ án hình sự "Lợi dụng chức vụ quyền hạn trong khi thi hành công vụ" xảy ra tại Bộ GD&ĐT. Đồng thời, cơ quan điều tra khởi tố bị can đối với bà Phạm Thị My (SN 1963) và ông Bùi Văn Sâm (SN 1949), nguyên giáo viên Đại học Sư phạm Hà Nội cùng về tội "Lợi dụng chức vụ quyền hạn trong khi thi hành công vụ", quy định tại khoản 1, Điều 356 Bộ luật Hình sự năm 2015.

### Phiên tòa xét xử
Phiên tòa xét xử 2 nhân vật trên được Tòa án Nhân dân Hà Nội mở ngày 29 tháng 6 năm 2023.
Cơ quan tố tụng xác định đề thi chính thức kỳ thi THPT năm 2021 giống với các câu hỏi do hai bị cáo soạn thảo, biên tập từ 70% - 95%.
Tòa tuyên phạt Phạm Thị My mức án 13 tháng 4 ngày tù, bằng thời gian tạm giam, còn Bùi Văn Sâm lãnh mức án 12 tháng cải tạo không giam giữ về tội lợi dụng chức vụ quyền hạn trong khi thi hành công vụ.